# Camillus Nyrop (instrumentmager)
 Der er flere personer med dette navn, se Camillus Nyrop (flertydig). (Se også artikler, som begynder med Camillus Nyrop (flertydig))
Camillus Nyrop (født 18. februar 1811 i Riserup på Falster, død 24. december 1883 i København) var en dansk kirurgisk instrumentmager.  Han var far til Camillus og Kristoffer Nyrop samt farbror til Martin Nyrop.
Som dreng kom Nyrop i drejerlære og fik snart interesse for forarbejdelsen af kirurgiske instrumenter. 1834–1838 uddannede han sig særlig i denne retning hos de kendteste instrumentmagere i udlandet, og 1838 etablerede han sig i København. 
Han kom hurtigt i forbindelse med de mest kendte kirurger, blev 1841 Kirurgisk Akademis instrumentmager og senere universitetets. I 1860 blev han titulær professor. 
Særlig kendt blev han ved sine konstruktioner og ved forfærdigelse af bandager for rygradsskævhed og af kunstige lemmer. Han har skrevet Bandager og Instrumenter (3 dele, 1864–1877).